# Hemisphaerius kotoshonis
Hemisphaerius kotoshonis är en insektsart som beskrevs av Matsumura 1938. Hemisphaerius kotoshonis ingår i släktet Hemisphaerius och familjen sköldstritar. Inga underarter finns listade i Catalogue of Life.